# Ермаково (Красноярский край)
Ермаково — посёлок городского типа, который существовал в Красноярском крае с 1949 по 1964 (?) год. Известен как административный центр (с 1949 по 1953 год) 503-й стройки ГУЛАГа.
В посёлке были: электростанция (ТЭЦ), центральные ремонтные мастерские (ЦРМ), пристань[уточнить], причалы, лесозавод, пассажирский аэродром, больница, пекарня, бани, магазины, школы, детсад, детдом, пассажирская пристань, зимой функционировал ледовый аэродром. На берегу имелся бремсберг для подъёма леса, который сплавляли по Енисею из тайги. Также для подъёма леса использовался трактор. В качестве тягловой силы бремсберга использовался локомобиль. Имелась лесопилка и деревообрабатывающий цех. На правый берег Енисея был переброшен подводный высоковольтный кабель, так как в 1953 году планировалось начать строительство береговой инфраструктуры на этой стороне.
С 1956 года в Ермаково размещалась нефтеразведочная экспедиция треста Минусиннефтегазразведка, а с 1959 года до середины 60-х гг. — контора Северной нефтеразведочной экспедиции Красноярского геологического управления Мингео СССР, была пробурена Туруханская опорная скважина и несколько поисковых.
В период строительства 503 численность населения доходила до 15 тыс. человек.(по некоторым данным до 20 тыс.). Большую часть составляли заключённые либо ссыльные. Вольнонаёмных было меньше, но процент был значительный, поскольку Ермаково — это штаб стройки и главный перевалочный пункт. Среди вольнонаёмных было две категории по происхождению: без тюремного прошлого и вольнонаёмные из числа бывших ссыльных и заключённых. В правах они отличались тем, что вольнонаёмных с «прошлым» не брали работать на ответственные руководящие должности, и они не имели право свободного выезда из Ермаково в течение очень длительного времени (то ли пожизненно, то ли в течение 25 лет). Среди вольнонаёмных с «прошлым» было много бывших заключённых, отмотавших свой срок здесь же, в Ермаково, либо освободившихся по т. н. зачётам, то есть за переработку — все они после освобождения работали в Ермаково на правах вольнонаёмных, но без права свободного выезда за пределы 40-км зоны вокруг Ермаково.
Сегодня вся территория Ермаково — памятник истории и культурного наследия районного значения. Согласно постановлениям главы г. Игарка № 337-П от 01.11.1992 и № 364-П от 21.10.1996 территория бывшего посёлка и прилегающие к нему объекты строительства 503 являются историко-архитектурным комплексом. Эти постановления появились благодаря сотрудникам Музея вечной мерзлоты — эти люди были и остаются единственным, кто прикладывает усилия для сохранения истории строительства 503. Их собственных сил не хватает — никаких существенных положительных результатов от властей добиться не удалось. Сам музей постоянно нуждается в помощи и каждый день борется за выживание.
Сотрудники Музея вечной мерзлоты начиная с 1994 года безуспешно пытаются добиться у властей решения о создании на всей территории Ермаково музея-заповедника. Если раньше не было такого юридического термина (музей-заповедник), то в 2011 году он появился благодаря Федеральному закону РФ от 23 февраля 2011 г. № 19-ФЗ "О внесении изменений в Федеральный закон «О Музейном фонде Российской Федерации и музеях в Российской Федерации» (вступил в силу 8 марта 2011 г.). Наличие этого закона никак не повлияло на мнение чиновников в отношении Ермаково.
Вдоль трассы железной дороги проходила столбовая телефонно-телеграфная линия связи Игарка—Ермаково—Салехард—Воркута—Москва. Участок Пур-Игарка был закрыт в 1978(1979?) году, а Надым-Салехард был закрыт в 1992.
В посёлке в 1929 году родился крупнейший советский и российский историк-африканист, англовед, академик РАН Аполлон Давидсон.
Посёлку Ермаково посвящено одноимённое стихотворение "Ермаково". Архивировано из оригинала 13 февраля 2015 года. Александра Городницкого.